# Global Contact
Global Contact er Mellemfolkeligt Samvirke's rejseprogram, der arrangerer frivilligt arbejde i udlandet, højskole, praktik og workcamps i udlandet. Mellemfoelkilgt Samvirke har en lang erfaring med frivilligophold og har sendt danskere ud i mere end 60 år. Global Contact sender årligt over 1000 unge ud i verden på de forskellige typer ophold.
Frivilligprogrammet er det ældste og det mest populære. Her sendes, primært unge, ud til forskellige organisationer og skoler i mere end 25 lande i Afrika, Asien, Mellemøsten og Latinmerika hvor de laver frivilligt arbejde. Under opholdet bor de frivillige typisk ved lokale værtsfamilier, som giver en rigtig god mulighed for rigtig at lære kulturen og kende. 
Opholdet for de frivillige starter med et 4-ugers højskoleophold på en af Mellemfolkeligt Samvirkes mange højskoler ude i verden. Her bliver de frivillige klædt på at til at bo og arbejde i en fremmed kultur, og får en masse redskaber de kan bruge på deres videre rejse. Dette er med til at sikre at både de frivillige, og de organisationer som skal modtage dem, får mest muligt ud af opholdet. 
Global Contact arrangerer også lange højskoleophold på 3 måneder i Kenya og Myanmar, som inkluderer en måneds rejse til henholdsvis Tanzania og Thailand. Her får deltagerene et unikt indblik i landet og kulturen gennem de mange møder med de lokale. store dele af undervisningen foregår på udflugter, rejser og i projekter.  
Global Contact arrangere også korte højskoleophold for forskellige aldergrupper. Det er fx muligt for unge helt ned til 15-17 år at komme på 2 ugers højskole i Kenya og der arrangeres også ophold for de lidt ældre på over 50 år i fx Tanzania og Palæstina. Og for de unge på 18-29 år er der hvert år sommerhøjskoler til lande som Kenya, Myanmar, Palæstina og Jordan. 
Hvert år sender Global Contact også flere hundrede studerende på praktik i udlandet. De sender særligt mange studerende indenfor sundhedsrelaterede uddannelser ud, som f.eks. sygeplejersker, fysioterapeuter og ergoterapueter. Praktikopholdene er meritgivende og arrangeret i samarbejde med uddannelsesinstitutionerne.[kilde mangler]
Global Contact er en non-profit organisation og overskuddet går til Mellemfolkeligt Samvirkes udvliklingsarbejde. 